# Paul Zubillaga Huici
Paul Zubillaga Huici (Hernani, 1932-San Sebastián, 9 de junio de 2023) fue un médico pediatra pionero en el tratamiento a niños discapacitados intelectuales en España.
Su trabajo estuvo ligado a la de la Fundación Uliazpi desde 1967 contribuyendo a disminuir la marginación que sufrían los niños con discapacidades intelectuales.
El Ayuntamiento de San Sebastián le distinguió con la Medalla al Mérito Ciudadano en el año 2018.

## Biografía y trayectoria profesional
Nació en Hernani (España) en 1932 y estudió la carrera de medicina en la Universidad de Zaragoza.
Posteriormente obtuvo la beca Alexander von Humboldt en Alemania y otra beca en Bruselas.
Se hizo cargo del servicio de pediatría del Hospital Provincial de Guipúzcoa y en 1967 inició su labor con los niños discapacitados .
La Caja de Ahorros Municipal, a través del Patronato San Miguel, abrió un centro para discapacitados intelectuales en Vergara denominado Uliazpi.
Paul Zubillaga puso en marcha toda la estructura médica necesaria para su funcionamiento. A partir de 1989 la Diputación de Guipúzcoa se hizo cargo del mantenimiento del Centro.
Trabajó en Ullaizpi prácticamente hasta su fallecimiento en el año 2023.

## Distinciones
- La ciudad de San Sebastián le otorgó la Medalla al Mérito Ciudadano en el año 2018
- Actualmente el Centro Ullaizpi en Vergara se denomina oficialmente Centro  Doctor Zubillaga.[6]